# Domenico Tata
Domenico Tata (Cercepiccola, 28 novembre 1733 – ...) è stato un naturalista e presbitero italiano. Fu membro dell'Accademia di Scienze e Belle Arti.

## Biografia
Domenico Tata nacque a Cercepiccola in Molise, il 28 novembre 1733. Intraprese studi scientifici e matematici, e verso la metà degli anni cinquanta ottenne una cattedra a Napoli. La sua prima ricerca intitolata "Catalogo di una raccolta di pietre dure native di Sicilia" venne pubblicata nel 1772. Successivamente visitò la Sicilia dove partecipò ad una esplorazione dell'Etna in cui rischiò la vita. Tornato a Napoli, iniziò a frequentare Lord William Hamilton, un ambasciatore inglese, a cui dedico la Lettera sul monte Vulture riguardante la sua visita al monte e le esplorazioni di tutta la terra della Lucania. Nel corso degli anni novanta, si concentrò sul Vesuvio, che proprio in quegli anni sembrò tornare in attività. Nella sua opera Breve relazione dell'ultima eruttazione del Vesuvio descrisse l'eruzione del settembre del 1790. Tata morì probabilmente non molto più tardi della sua opera Relazione dell'ultima eruzione del Vesuvio della sera de’ 15 Giugno, ma il luogo e il giorno della sua morte sono ignote.

## L'esperienza in Lucania
Compì un lungo viaggio nell'Italia meridionale, in particolare in Basilicata. Visitò la zona del Vulture-Melfese e Lavello dove si stanziò per circa un mese e dove visitò anche il fiume Ofanto. Trascorsa la primavera, a giugno si trasferì a Venosa e a luglio a Barile. Dopo aver visitato il monte Vulture scrisse un'opera riguardante la sua esplorazione e la dedicò a Lord William Hamilton.

## Lettera sul monte Vulture
Quest'opera venne composta a seguito della sua esplorazione sul monte Vulture; opera che venne dedicata all'ambasciatore inglese Lord William Hamilton per svariati motivi. Nello scritto sono presenti informazioni riguardanti la geocronologia del monte e delle riproduzioni artistiche di Giuseppe Guerra, che raffigurano le vedute del monte e dei due laghi di Monticchio. Le vicende legate alla composizione dell'opera sono presenti anche nel libro "Il viaggio e l'evento" di Giuseppe Settembrino, pubblicato nel 1995.

## Opere
- Catalogo di una raccolta di pietre dure native di Sicilia esistenti
- Lettera sul monte Vulture
- Descrizione del grande incendio del Vesuvio
- Breve relazione dell'ultima eruzione del Vesuvio
- Memoria dell'abbate Domenico Tata sulle acque di modenesi
- Lettera dell'abate Domenico Tata a D.B.B.
- Memoria sulla pioggia di pietre
- Relazione dell'ultima eruzione del Vesuvio della sera de’ 15. giugno